# Abraham Noé
Abraham Jesús Noé Quesada (Las Palmas de Gran Canaria, España, 5 de abril de 1985) es un futbolista español. Juega de interior zurdo y su club actual es del Arucas CF de la Tercera División de España.

## Trayectoria
Empezó en las categorías inferiores del UD Vecindario, donde consiguió el ascenso a Segunda División en la campaña 2005-2006. En la 2006-2007 juega cedido en Orientación Marítima. Vuelve a la UD Vecindario al siguiente año. Los dos próximos años jugaría en Unión Deportiva Villa de Santa Brígida y posteriormente en el Lucena CF y Real Murcia, con el que ascendería a la Segunda División y sería campeón de la Segunda B.

## Clubes
| Club                      | País   | Año       |
| ------------------------- | ------ | --------- |
| UD Vecindario             | España | 2007-2008 |
| UD Villa de Santa Brígida | España | 2008-2009 |
| Lucena CF                 | España | 2009-2010 |
| Real Murcia               | España | 2010-2011 |
| Atlético Baleares         | España | 2012-2013 |
| Real Balompédica Linense  | España | 2012-2013 |
| Club de Fútbol Badalona   | España | 2013-2015 |
| Club Deportivo Alcoyano   | España | 2015      |
| Unió Esportiva Cornellà   | España | 2015-2017 |
| UD San Fernando           | España | 2017-2020 |
| Arucas CF                 | España | 2020-     |